# L'incantevole nemica
L'incantevole nemica è un film del 1953 diretto da Claudio Gora.

## Trama
Albertini, un noto industriale di formaggio, ha una paura folle dei comunisti. Credendo che un suo timido impiegato sia il capo di una cellula, lo circonda di attenzioni e lo fa diventare persino suo genero.